# George Robert Waterhouse

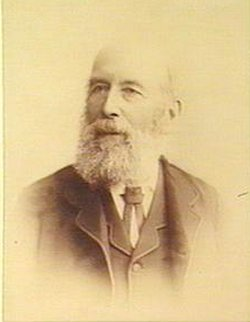
George Robert Waterhouse.

George Robert Waterhouse (1810 – 1888) foi um naturalista inglês. Ele foi um guardião do departamento de geologia e mais tarde curador do museu da Zoological Society of London.

## Biografia
George nasceu em Somers Town, filho de James Edward Waterhouse e Mary Newman. Seu pai era escriturário e entomologista amador. Seu irmão, Frederick George Waterhouse, também se tornou zoólogo. George foi para a escola em Koekelberg, perto de Bruxelas. Ele voltou para a Inglaterra em 1824 e trabalhou como aprendiz de um arquiteto. Parte do trabalho foi projetar o jardim de Charles Knight no Vale da Saúde, Hampstead e a ornamentação da Igreja de São Dunstano.

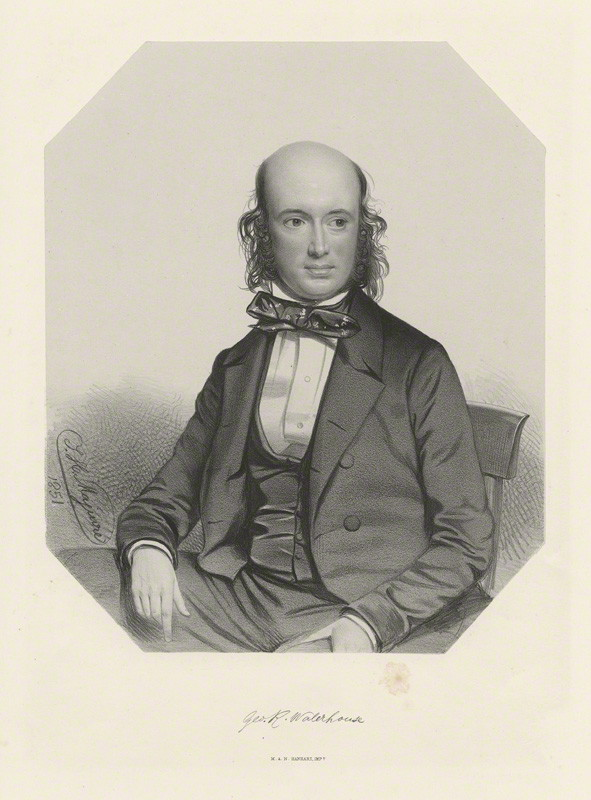
Retrato c. 1851 por Thomas Herbert Maguire

George se interessou por entomologia por meio de seu pai, e fundou a Entomological Society of London junto com Frederick William Hope em 1833, tendo ele mesmo como curador honorário. Ele se tornou seu presidente em 1849–1850. Ele escreveu artigos para a Penny Cyclopædia de Charles Knight. Foi nomeado curador do museu da Royal Institution em Liverpool 1835 e deixou o cargo em 1836 para trabalhar na Zoological Society of London. Seu trabalho inicial foi catalogar os mamíferos no museu e, embora ele tenha concluído o trabalho no ano seguinte, não foi publicado porque ele não seguia o sistema quinário da época.
Ele foi convidado a se juntar a Charles Darwin na viagem do Beagle, mas recusou. No retorno de Darwin, a coleção de mamíferos e besouros foi confiada a ele. Em novembro de 1843 ele se tornou assistente no departamento de mineralogia do Museu Britânico de História Natural. Ele se tornou o guardião em 1851 após a morte de Charles Konig e ocupou o cargo até sua aposentadoria em 1880.
Ele se casou com Elizabeth Ann, filha do músico G. L. J. Griesbach de Windsor, em 21 de dezembro de 1834. Ele morreu em Putney em 21 de janeiro de 1888.
Waterhouse foi o autor de A natural history of the Mammalia (1846-1848). O trabalho foi iniciado em 1844 foi feito lentamente porque o editor original francês M. Hippolyte Baillière foi incapaz de assumi-lo. Os dois volumes cobriram marsupiais e roedores. O famoso espécime Archaeopteryx foi adquirido quando ele era curador do museu. Entre as inúmeras espécies descritas por Waterhouse, estão o numbat ( Myrmecobius fasciatus) e o hamster-sírio ou dourado (Mesocricetus auratus). Ele também ajudou Louis Agassiz com seu Nomenclator Zoologicus (1842).

## Publicações
- Bell, Thomas; Gould, Elizabeth; Gould, John; Owen, Richard; Waterhouse, G. R.; (1839).  Darwin, Charles, ed. The zoology of the voyage of H.M.S. Beagle during the years 1832-1836 (em inglês). Londres: Smith, Elder & Co
- Waterhouse, G. R. (1845). «Descriptions of Coleopterous Insects Collected by Charles Darwin, Esq., in the Galapagos Islands». 16. Annals and Magazine of Natural History. pp. 19–41
- Waterhouse, G. R. (1846). A Natural History of the Mammalia. Vol I: Marsupiata, or Pouched Animals. Londres: Hippolyte Bailliere
- Waterhouse, G. R. (1848). A Natural History of the Mammalia. Vol II: Rodentia, or Gnawing Mammalia. Londres: Hippolyte Bailliere